# Пам'ятник княжні Малуші (Коростень)
Пам'ятник княжні Малуші у Коростені — Пам'ятник легендарній древлянській княжні Малу́ші, відкритий у 2010 році у місті Коростень до дня міста. — матері майбутнього князя Київської Русі Володимира. Скульптор І. С. Зарічний, меценат — Леонід Матусевич. Станом на 2016 р. є єдиним у Поліссі монументом Малуші.
Малуша (за деякими даними, Мальфрід, за іншими — Малка; бл. 942/947 — 1000) — неофіційна дружина Святослава Ігоровича, мати Великого князя Київського Володимира Святославича, сестра Добрині. Була дочкою Малка Любечанина, якого ототожнюють із Малом, деревлянським князем. Ключниця княгині Ольги. 
Пам'ятник знаходиться центрі парку культури і відпочинку міста Коростеня. В скультурній композиції зображено княжну Малушу, яка відправляє свого сина, Великого Київського князя Володимира, в далеку дорогу, хрестити Київську Русь, щоб прославити древлянський рід у віках.
У 946 році військо Київської княгині Ольги спалило Коростень, а Малуша була взята в полон. Десять років вона прожила рабинею по праву війни, була служницею в княжому теремі в Києві, через 10 років неволі отримала ключі від княжих клітей. Коли Малуша народила від Святослава сина Володимира (майбутнього хрестителя Київської Русі), Ольга визнала його князем і він виховувався разом з братами Ярополком і Олегом, А вихователем племінника став Добриня Нікітич.